# ザ・ビースト (プロレスラー)
ザ・ビースト（The Beast、本名：Yvon Cormier、1938年11月3日 - 2009年3月4日）は、カナダのプロレスラー。ニューブランズウィック州ドーチェスター出身。
リングネーム通りの野獣系ラフファイターとして、地元のニューブランズウィックを拠点とするカナダ沿海州を主戦場に活躍した。弟のレオ・バーク、ルディ・ケイ、ボビー・ケイもプロレスラーとして活動していた。

## 来歴
1950年代末にプロレス界に入り、1962年にアメリカのインディアナ州インディアナポリスにて本格的なトレーニングを積んだ後、ピエール・ルベール（Pierre Lebelle）、イワン・ザ・ランバージャック（Ivan The Lumberjack）、ジョー・ギャンプ（Joe Gump）などのリングネームで活動。1963年下期、ジム・クロケット・プロモーションズのジム・クロケット・シニアよりザ・ビースト（The Beast）のリングネームとギミックを与えられ、髪と髭を伸ばし放題にした悪相ヒールとなって活動する。
1960年代後半より、スチュ・ハートが主宰していたカルガリーのスタンピード・レスリングに参戦して、1966年12月2日にカナディアン・ヘビー級王座を奪取。1967年7月12日にはボブ・スウィータンと組んでカルガリー版のインターナショナル・タッグ王座を獲得した。
本拠地マリタイムズのイースタン・スポーツ・アソシエーション（ESA）ではベビーフェイスとなって、1969年7月5日に北米ヘビー王座の初代チャンピオンに認定されている（以降、モンゴリアン・ストンパー、キラー・カール・クラップ、グレート・クマを破り、1974年にかけて同王座を通算4回獲得）。同月29日には弟のルディ・ケイをパートナーに、アル・コステロ&ドン・ケントのファビュラス・カンガルーズからマリタイムズ版のインターナショナル・タッグ王座を奪取している（以降もルディ、ボビー、レオ・バークらとの兄弟タッグで、1975年にかけて同王座を再三獲得した）。
ESAでの活動と並行して、ドリー・ファンク・シニアが主宰していたテキサスのアマリロ地区にもヒールとして参戦し、1969年11月24日にテキサス・マッケンジーからNWAウエスタン・ステーツ・ヘビー級王座を奪取。リッキー・ロメロやテリー・ファンクとも同王座を争った。1970年代前半にはラボック、エルパソ、オデッサなどテキサス西部各地で、ドリー・ファンク・ジュニアの保持していたNWA世界ヘビー級王座に度々挑戦した。
1973年1月、アマリロ地区との提携ルートで全日本プロレスの『新春ジャイアント・シリーズ』に初来日。同年10月開幕の『創立1周年記念ジャイアント・シリーズ』にも再来日して、ジャンボ鶴田、大木金太郎、サンダー杉山、ザ・デストロイヤーらとシングルマッチで対戦した。1976年4月には『第4回チャンピオン・カーニバル』に出場。アブドーラ・ザ・ブッチャーら上位陣には敗退したものの、ジャイアント馬場との公式リーグ戦では30分時間切れ引き分けに持ち込むなどの伏兵ぶりを見せた。
その後もESAおよび後継団体のアトランティック・グランプリ・レスリング（AGPW）を主戦場としつつ、1970年代末からはカンザスのセントラル・ステーツ・レスリングやテネシーのNWAミッドアメリカおよびCWAにも出場。テネシーではトージョー・ヤマモトやジプシー・ジョー、マイケル・ヘイズ&テリー・ゴディのファビュラス・フリーバーズとも共闘して、リッキー・モートン、ロバート・ギブソン、ココ・ウェア、ロッキー・ジョンソンなどと対戦。メンフィスのミッドサウス・コロシアムではビル・ロビンソンとのシングルマッチが行われた。
1984年のセミリタイア後も、1987年から1990年にかけてAGPWに単発出場して、ロン・スター、キューバン・アサシン、ボブ・ブラウン、ボビー・バス、そして海外武者修業中だったトーキョー・チョーノこと蝶野正洋などと対戦。引退後も1999年にマリタイムズのレジェンドとして一時的に復帰し、新人時代のレネ・ルージョーことレネ・デュプリともタッグを組んだ。
2008年5月、悪性リンパ腫と診断されて治療を受けたが、後に癌が骨髄に転移。2009年3月4日、ニューブランズウィック州モンクトンの病院で死去。 70歳没。

## 得意技
- ベアハッグ[2]
- ナックル・パンチ
- エルボー・バット
- エルボー・ドロップ

## 獲得タイトル
イースタン・スポーツ・アソシエーション
- 北米ヘビー級王座：4回[8]
- インターナショナル・タッグ王座：12回（ルディ・ケイ（英語版）×4、ザ・ストンパー×2、ボビー・ケイ（英語版）×3、レオ・バーク×2、エリック・ポメロイ）[9]

スタンピード・レスリング
- カナディアン・ヘビー級王座：1回[6]
- インターナショナル・タッグ王座：1回（w / ボブ・スウィータン）[7]

NWAウエスタン・ステーツ・スポーツ
- NWAウエスタン・ステーツ・ヘビー級王座：2回[10]
- NWAウエスタン・ステーツ・タッグ王座：4回（w / ブル・ラモス、ブッチャー・ブラワー（英語版）、レオ・バーク×2）[21]

NWAミッドアメリカ
- NWA世界6人タッグ王座（ミッドアメリカ版）：1回（w / トージョー・ヤマモト&ジプシー・ジョー）[22]